# Ulica Karola Libelta w Poznaniu
Ulica Karola Libelta w Poznaniu – ulica w centrum Poznania (Osiedle Stare Miasto), łącząca plac Cyryla Ratajskiego (na południu) z ul. Kazimierza Pułaskiego i ul. Franklina Roosevelta (na północnym zachodzie). W latach międzywojennych fragment ulicy między placem Ratajskiego a obecną ulicą Kościuszki nosił nazwę ul. Augusta Cieszkowskiego.
Na całej długości posiada kategorię drogi powiatowej.

## Obiekty
- Wojewódzka Stacja Sanitarno-Epidemiologiczna,
- park Moniuszki,
- pomnik Polskiego Państwa Podziemnego,
- zespół domów profesorskich,
- zabytkowy platan klonolistny,
- kościół i klasztor Dominikanów (boczna pierzeja),
- dawne Prezydium DRN,
- Izba Skarbowa (na rogu pl. Cyryla Ratajskiego).

Przy ulicy zlokalizowane są dwie tablice pamiątkowe ku czci osób zamieszkałych niegdyś przy trakcie:
- prof. Stanisława Rungego (na domach profesorskich, w 50. rocznicę śmierci – 2003),
- primadonny Antoniny Kaweckiej (na domu nr 1, w 15. rocznicę śmierci – 2011; fundatorem był wnuk - Wojciech Kulesza).

Podczas budowy wiaduktu PST nad ulicą (listopad 1987) użyto specjalnej francuskiej palownicy firmy Benoto, z uwagi na niestabilny grunt (kurzawkę). Podporę wiaduktu umieszczono na płycie wiążącej, która z kolei umieszczona jest na trzech palach długości 16 metrów i grubości 1,2 metra.